# Gesaia hartmanae
Gesaia hartmanae är en ringmaskart som beskrevs av Kirtley 1994. Gesaia hartmanae ingår i släktet Gesaia och familjen Sabellariidae. Inga underarter finns listade i Catalogue of Life.